# Anne Hübinette
Anne Hübinette är en svensk mästare i kajak. Hon har tävlat för Karlstads paddlarklubb i Karlstad. 

## Meriter (urval)
- SM
  - K4, 500 m
    - 2003 i Hofors – 1:a tillsammans med Anna Olsson, Malin Bergström och Isa Ed.[1]